# 元培醫事科技大學
元培醫事科技大學（全銜光宇學校財團法人元培醫事科技大學、簡稱元培科大）是位於中華民國新竹市香山區的一所科技大學，由新竹當地人蔡炳坤（光宇）醫師在1964年11月8日創辦。前身為「私立元培醫事技術專科學校」，於1965年的10月28日正式設校。1999年8月，改制為元培科學技術學院。2006年8月改名元培科技大學。2014年改名元培醫事科技大學。共有8個碩士班、16系，分屬於醫護、健康、福址產業等三學院。

## 校史

### 專科學校時期
- 1964年，創立元培醫事技術專科學校。
- 1965年，放射技術科、醫務管理科、醫事檢驗科正式招生。
- 1981年，原修業五年制改為修業六年制（含實習一年）
- 1991年，原修業六年制改為修業五年制（含實習半年）。
- 1991年，成立二年制環境工程衛生科及食品衛生科。
- 1992年，增設護理科。
- 1994年，增設二年制醫學工程科及醫務管理科。
- 1995年，增設二年制夜間部及推廣教育中心。

### 技術學院時期
- 1999年，改制為元培科學技術學院。
- 2000年，增設資訊管理系及餐飲管理系。
- 2002年，增設資訊工程系、企業管理系、財務金融系。
- 2003年，增設影像醫學研究所、生物技術研究所及經營管理研究所。
- 2005年，增設生物技術系。

### 科技大學時期
- 2006年，改名元培科技大學。成立健康科學學院、管理學院。
- 2007年，增設環境工程衛生研究所。醫學工程系改名為生物醫學工程系；醫事技術系改名醫學檢驗生物技術系。
- 2008年，影像醫學研究所改名放射技術研究所；經營管理研究所改名企業管理研究所；醫事技術研究所改名醫學檢驗生物研究所。增設應用保健食品研究所、光學科技系。
- 2009年，光學科技系改名視光系。
- 2010年，管理學院改名管理暨語文學院、健康科學學院改名健康學院。增設福祉科技學院。
- 2011年，增設數位創新管理研究所。
- 2012年，福祉科技與工程研究所併入生物醫學工程系，改為生物醫學工程系福祉科技與醫學工程碩士班。
- 2013年，醫事科技學院與福祉科技學院合併為醫護與福祉學院；管理暨語文學院改名產業與管理學院。原福祉科技學院之健康休閒管理系改隸健康學院；原醫事科技學院之資訊工程系改隸產業與管理學院。
- 2014年，增設觀光與休閒管理系；8月1日更名元培醫事科技大學。
- 2016年，增設高齡福祉事業管理學士學位學程、會展暨文創事業管理學士學位學程、網路與數位媒體應用學士學位學程、國際健康行銷管理學士學位學程及進修部二專視光科；資訊工程系改名行動科技應用系。
- 2017年，應用英語系改名應用外語系。調整學院系所架構：產業與管理學院改名福址產業學院、醫護與福祉學院改名醫護學院。原隸醫護與福祉學院之
- 2018年，增設寵物保健學士學位學程。健康休閒管理系分設健康保健組、運動休閒組之分組；企業管理系碩士班分設視光產業組、企業管理組、餐旅管理組之分組。
- 2019年，增設護理系碩士班。增設護理系日間四技部。停招網路與數位媒體應用學士學位學程、國際健康行銷管理學士學位學程。
- 2022年，停招觀光與休閒管理系、茶陶文創學士學位學程。

## 歷任校長
| 屆次         | 姓名         | 任期                  |
| ------------ | ------------ | --------------------- |
| 1            | 程丁茂       | 1967年–1969年         |
| 2            | 謝維綱       | 1969年–1971年         |
| 3            | 張迺藩       | 1971年–1979年         |
| 4            | 尤士卿       | 1979年–1982年         |
| 5            | 蔡春濤       | 1982年–1993年         |
| 6            | 張正賢       | 1993年–1994年         |
| （資訊不明） | （資訊不明） | 1994年–2022年         |
| 7            | 王綮慷       | 2022年8月1日起 – 現任 |

## 組織
| 醫護學院 | 醫學影像暨放射技術系（碩士班）             | 醫務管理系（碩士班） |
| 醫護學院 | 醫學檢驗生物技術系（碩士班）               | 護理系（碩士班）     |
| 醫護學院 | 生物醫學工程系（福祉科技與醫學工程碩士班） | 視光系               |
| 醫護學院 | 高齡福祉事業管理學士學位學程               | 寵物保健學士學位學程 |

| 健康學院 | 環境工程衛生系（碩士班） | 食品科學系（碩士班）           |
| 健康學院 | 餐飲管理系               | 生物科技暨製藥技術系（碩士班） |

| 福祉產業學院 | 資訊管理系（數位創新管理碩士班） | 企業管理系（碩士班）           |
| 福祉產業學院 | 行動科技應用系                   | 應用外語學士學位學程           |
| 福祉產業學院 | 健康休閒管理系                   | 會展暨文創事業管理學士學位學程 |

| 共同教育委員會 | 通識教育中心 | 體育室 |

## 大學聯盟
玄華元大學聯盟，是一個位於北臺灣的大學策略聯盟體，成立於2007年。
由於元培醫事科技大學、中華大學、玄奘大學三校皆位於新竹市香山區且距離相近，為新竹地區大學最密集之處，三所大學專長領域各異，基於此，三所大學簽訂跨校資源中心策略聯盟，聯手合作，目前聯盟學生數超過萬人。亦定期舉辦「玄華元校際聯誼賽」，包含一系列體育活動、歌唱活動比賽，相互切磋聯誼。
聯誼賽以「旗鼓香山」為號召，期與同屬新竹市的清華大學和交通大學所舉辦之「梅竹賽」一樣，成為香山地區的校際盛事。目前玄華元旗幟傳至中華學生會，並於103學年度暫時停辦。

## 周邊設施

### 交通
- 縣道117號
- 臺鐵三姓橋車站

### 學校
- 玄奘大學
- 中華大學
- 新竹市立香山高級中學

## 友好學校
- 中华人民共和国
  - 福建省福州市：福建医科大学[2]
  - 安徽省合肥市：合肥幼儿师范高等专科学校

## 外部連結
- 元培醫事科技大學 （页面存档备份，存于）